# آندریا تسیوره
آندریا تسیوره (انگلیسی: Andrea Tessiore؛ زادهٔ ۱ اکتبر ۱۹۹۹) بازیکن فوتبال است.